# Eulerova rovnice
Eulerova rovnice (anglicky Cauchy–Euler equation) je obyčejná diferenciální rovnice n-tého řádu tvaru
{\displaystyle x^{n}y^{(n)}+a_{n-1}x^{n-1}y^{(n-1)}+a_{n-2}x^{n-2}y^{(n-2)}+...+a_{2}x^{2}y^{\prime \prime }+a_{1}xy^{\prime }+a_{0}y=0},
kde {\displaystyle a_{0},a_{1},...,a_{n-1}} jsou konstanty.
Eulerova diferenciální rovnice je speciálním případem rovnice s proměnnými koeficienty, kterou lze substitucí {\displaystyle x=\mathrm {e} ^{t}} převést na lineární diferenciální rovnici s konstantními koeficienty řešitelnou explicitně. Alternativně lze zkoušet řešení tvaru {\displaystyle y=x^{m}}.

## Rovnice druhého řádu

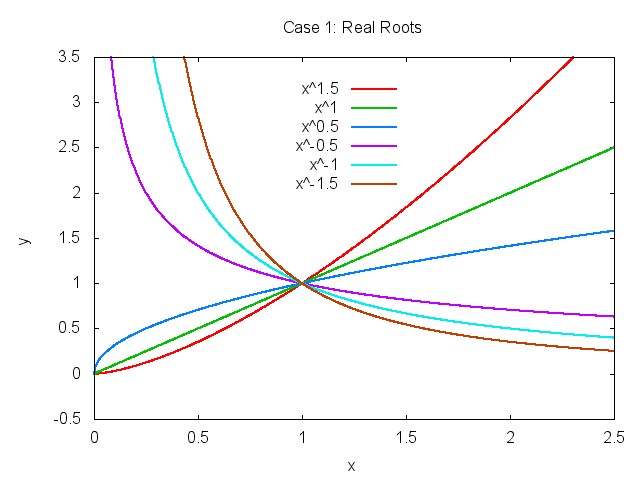
Typické křivky řešení pro Eulerovu rovnici druhého řádu pro případ dvou reálných kořenů

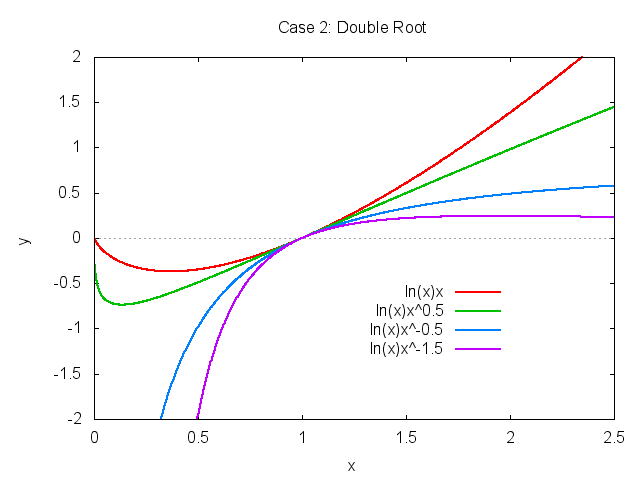
Typické křivky řešení pro Eulerovu rovnici druhého řádu pro dvojnásobný kořen

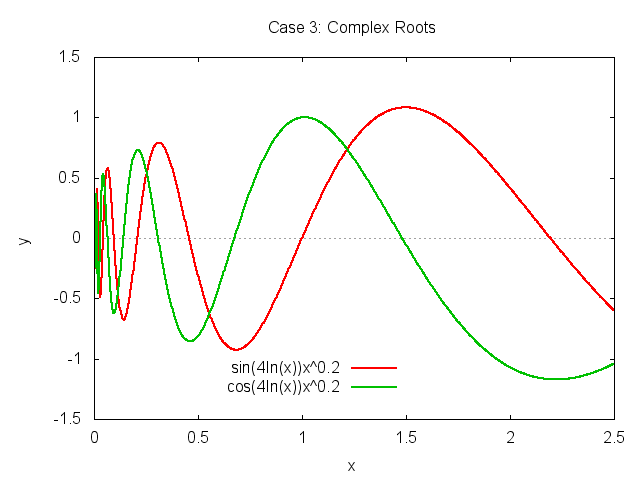
Typické křivky řešení pro Eulerovu rovnici druhého řádu pro vícenásobné kořeny

Nejobvyklejší Eulerovou rovnicí je rovnice druhého řádu, která se objevuje v několika aplikacích ve fyzice a strojírenství, například při řešení Laplaceovy rovnice v polární souřadnicích. Je dána rovnice:
{\displaystyle x^{2}{\frac {\mathrm {d} ^{2}y}{\mathrm {d} x^{2}}}+ax{\frac {\mathrm {d} y}{\mathrm {d} x}}+by=0.\,}

### Řešení pomocí zkušebních řešení
Zkoušíme řešení tvaru
{\displaystyle y=x^{m}.\,}
Zderivováním dostaneme:
{\displaystyle {\frac {\mathrm {d} y}{\mathrm {d} x}}=mx^{m-1}\,}
a
{\displaystyle {\frac {\mathrm {d} ^{2}y}{\mathrm {d} x^{2}}}=m(m-1)x^{m-2}.\,}
Dosadíme do původní rovnice:
{\displaystyle x^{2}(m(m-1)x^{m-2})+ax(mx^{m-1})+b(x^{m})=0\,}
A upravíme na:
{\displaystyle m^{2}+(a-1)m+b=0.\,}
Tuto rovnici řešíme pro proměnnou m. Existují tři odlišné zajímavé případy:
- Případ 1: Dva různé reálné kořeny m1 a m2
- Případ 2: Jeden reálný vícenásobný kořen m
- Případ 3: Komplexní kořeny α ± βi

V případě 1 má Eulerova rovnice řešení
{\displaystyle y=c_{1}x^{m_{1}}+c_{2}x^{m_{2}}\,}
V případě 2 má Eulerova rovnice řešení
{\displaystyle y=c_{1}x^{m}\ln(x)+c_{2}x^{m}\,}
Pro získání tohoto řešení je nutné po nalezení jednoho řešení y = xm použít metodu redukce řádu.
V případě 3 má Eulerova rovnice řešení
{\displaystyle y=c_{1}x^{\alpha }\cos(\beta \ln(x))+c_{2}x^{\alpha }\sin(\beta \ln(x))\,}
{\displaystyle \alpha =\mathop {\rm {Re}} (m)\,}
{\displaystyle \beta =\mathop {\rm {Im}} (m)\,}
Pro {\displaystyle c_{1}\,} a {\displaystyle c_{2}\,} v reálné rovině
Tento tvar řešení odvodíme položením x = et a použitím Eulerova vzorce.

### Řešení pomocí substituce
V rovnici
{\displaystyle x^{2}{\frac {\mathrm {d} ^{2}y}{\mathrm {d} x^{2}}}+ax{\frac {\mathrm {d} y}{\mathrm {d} x}}+by=0\,}
provedeme substituci proměnné definovanou vztahem
{\displaystyle t=\ln(x).\,}
{\displaystyle y(x)=\phi (\ln(x))=\phi (t).\,}
Po zderivování:
{\displaystyle {\frac {\mathrm {d} y}{\mathrm {d} x}}={\frac {1}{x}}{\frac {\mathrm {d} \phi }{\mathrm {d} t}}}
{\displaystyle {\frac {\mathrm {d} ^{2}y}{\mathrm {d} x^{2}}}={\frac {1}{x^{2}}}{\bigg (}{\frac {\mathrm {d} ^{2}\phi }{\mathrm {d} t^{2}}}-{\frac {\mathrm {d} \phi }{\mathrm {d} t}}{\bigg )}.}
Substituce {\displaystyle \phi (t)} dává
{\displaystyle {\frac {\mathrm {d} ^{2}\phi }{\mathrm {d} t^{2}}}+(a-1){\frac {\mathrm {d} \phi }{\mathrm {d} t}}+b\phi =0.\,}
Tato rovnice pro {\displaystyle \phi (t)} může být snadno vyřešena pomocí svého charakteristického polynomu
{\displaystyle \lambda ^{2}+(a-1)\lambda +b=0.}
Nyní jestliže {\displaystyle \lambda _{1}} a {\displaystyle \lambda _{2}} jsou kořeny tohoto polynomu, rozlišujeme dva hlavní případy: různé kořeny a dvojité kořeny:
Jestliže má rovnice různé kořeny, obecné řešení je dáno vztahem
{\displaystyle \phi (t)=c_{1}e^{\lambda _{1}t}+c_{2}e^{\lambda _{2}t}}, kde exponenciální funkce mohou být komplexní.
Jestliže kořeny jsou si rovné, obecné řešení je dáno vztahem
{\displaystyle \phi (t)=c_{1}e^{\lambda _{1}t}+c_{2}te^{\lambda _{1}t}.}
V obou případech lze řešení {\displaystyle y(x)} nalézt tak, že položíme {\displaystyle t=\ln(x)}, tedy {\displaystyle \phi (\ln(x))=y(x)}.
To dává v prvním případě
{\displaystyle y(x)=c_{1}x^{\lambda _{1}}+c_{2}x^{\lambda _{2}}},
ve druhém případě
{\displaystyle y(x)=c_{1}x^{\lambda _{1}}+c_{2}\ln(x)x^{\lambda _{1}}.}

### Příklad
Řešíme rovnici
{\displaystyle x^{2}u''-3xu'+3u=0\,,}
nahradíme jednoduché řešení xα:
{\displaystyle x^{2}(\alpha (\alpha -1)x^{\alpha -2})-3x(\alpha x^{\alpha -1})+3x^{\alpha }=\alpha (\alpha -1)x^{\alpha }-3\alpha x^{\alpha }+3x^{\alpha }=(\alpha ^{2}-4\alpha +3)x^{\alpha }=0\,.}
Aby xα bylo řešení, platí buď x = 0, což dává triviální řešení, anebo koeficient u xα je nula. Řešením kvadratické rovnice dostaneme α = 1, 3. Obecné řešení je proto
{\displaystyle u=c_{1}x+c_{2}x^{3}\,.}

## Obdoba v diferenčních rovnicích
Eulerovy rovnice má obdobu v diferenčních rovnicích. Pro pevné m > 0, definujeme posloupnost ƒm(n) jako
{\displaystyle f_{m}(n):=n(n+1)\cdots (n+m-1)={\frac {(n+m-1)!}{(n-1)!}}}
Použitím diferenčního operátoru na {\displaystyle f_{m}} dostaneme, že
{\displaystyle {\begin{aligned}Df_{m}(n)&=f_{m}(n+1)-f_{m}(n)\\&=m(n+1)(n+2)\cdots (n+m-1)={\frac {m}{n}}f_{m}(n).\end{aligned}}}
Jestliže tento postup opakujeme k-krát, dostaneme
{\displaystyle {\begin{aligned}f_{m}^{(k)}(n)&={\frac {m(m-1)\cdots (m-k+1)}{n(n+1)\cdots (n+k-1)}}f_{m}(n)\\&=m(m-1)\cdots (m-k+1){\frac {f_{m}(n)}{f_{k}(n)}},\end{aligned}}}
kde horní index (k) znamená k-násobné použití diferenčního operátoru. Srovnání tohoto s faktem, že k-tá derivace xm se rovná
{\displaystyle m(m-1)\cdots (m-k+1){\frac {x^{m}}{x^{k}}}}
nabízí možnost řešit diferenční rovnice N-tého řádu
{\displaystyle f_{N}(n)y^{(N)}(n)+a_{N-1}f_{N-1}(n)y^{(N-1)}(n)+\cdots +a_{0}y(n)=0,}
podobným způsobem jako diferenciální rovnice. Skutečně substituce zkušebního řešení
{\displaystyle y(n)=f_{m}(n)\,}
dává stejný výsledek jako diferenciální rovnice
{\displaystyle m(m-1)\cdots (m-N+1)+a_{N-1}m(m-1)\cdots (m-N+2)+\cdots +a_{1}m+a_{0}=0.}
Nyní můžeme pokračovat jako v případě diferenciální rovnice, protože obecné řešení lineární diferenční rovnice N-tého řádu je také lineární kombinací N lineárně nezávislých řešení. Použitím redukce řádu v případě více kořenů m1 dostaneme výrazy obsahující diskrétní verzi funkce ln,
{\displaystyle \varphi (n)=\sum _{k=1}^{n}{\frac {1}{k-m_{1}}}.}
(Srovnejte s: {\displaystyle \ln(x-m_{1})=\int _{1+m_{1}}^{x}{\frac {1}{t-m_{1}}}\,\mathrm {d} t.})
Pokud se vyskytnou zlomky, lze místo výše uvedeného použít funkci gama:
{\displaystyle f_{m}(n):={\frac {\Gamma (n+m)}{\Gamma (n)}}}
což se shoduje s výše uvedenou definicí pro celočíselné m.